# Caraïbische kustvlakte
De Caraïbische kustvlakte of oostelijke vlakte (Spaans: Llanura Costera del Caribe of Llanura Oriental) is een vlakte in het oosten van de Dominicaanse Republiek. Ze ligt ten zuiden van de Sierra de Yamasá en de Cordillera Oriental. De vlakte is ongeveer 240 kilometer lang, vanaf de Ocoa tot aan Kaap Engaño, en 10 tot 40 kilometer breed. De maximale hoogte bedraagt 200 meter.
Het grootste deel van de kustvlakte bestaat uit kalksteenterrassen die meestal lager zijn dan 20 meter. In het noorden lopen zij op tot 120 meter. De formatie Los Haitises maakt deel uit van de vlakte.
De vlakte is een van de belangrijkste economische regio's van het land. In het binnenland wordt met name suikerriet verbouwd. Ook wordt er vee gehouden en toerisme bedreven. De oorspronkelijke begroeiing is sterk teruggelopen. Wat er vooral over is, is de soort Bucida buceras.